# Markowy Wygon
Markowy Wygon – kolonia wsi Poczopek położona w Polsce w województwie podlaskim, w powiecie sokólskim, w gminie Szudziałowo.
W latach 1975–1998 miejscowość administracyjnie należała do województwa białostockiego.